# Cyrtosia nubila
Cyrtosia nubila är en tvåvingeart som först beskrevs av Mario Bezzi 1925.  Cyrtosia nubila ingår i släktet Cyrtosia och familjen svävflugor. Inga underarter finns listade i Catalogue of Life.